# ترا مودنا
ترا مودنا (انگلیسی: Terra Modena) شرکت موتورسیکلت‌سازی ایتالیایی است.